# Ожика ожиковидная
Ожика ожиковидная или ожика дубравная (лат. Luzula luzuloides) — многолетнее растение родом из Европы, вид рода Ожика семейства Ситниковые (Juncaceae).

## Ботаническое описание
Многолетнее травянистое растение высотой от 30 до 40–70 см с злакоподобным габитусом. Ползучее корневище редко даёт побеги длиной до 4 см. Вертикальные или восходящие стебли довольно тонкие, гладкие и листовидные до верхнего конца. 
Самые нижние листья сведены в коричневые или чёрно-коричневые листовые влагалища. Следующие листья имеют узкое листовое влагалище с ворсистыми ресничками у отверстия. Их простая листовая пластинка длиной до 20 см, 3–4, в исключительных случаях до 6 мм шириной, сильно реснитчатая. Верхние листья часто имеют ширину всего до 2 мм, довольно густо реснитчатые по краю.
Период цветения в Северном полушарии приходится на май-июнь. Вид отличается своими беловатыми или красноватыми цветками, которые не являются белоснежными, как у luzula nivea. Конечное и прямостоячее соцветие представляет собой сложную зонтиковидную метёлку или спираль. Самый нижний несущий лист соцветия листопадный, длиннее соцветия. Прицветники цветков широкояйцевидные, перепончатые, часто рассечённые и едва ли в два раза длиннее цветков. От двух до восьми раскидистых цветков длиной 2–4 мм находятся в неплотно расположенных гроздьях. Лепестки длиной 2–3,5 мм, обычно ланцетные с заострённым верхним концом, тонкокожистые, грязно-белые или с красноватыми или красными пятнами. Внешние лепестки немного короче внутренних, пять тычинок немного короче лепестков. Пыльники примерно в три раза длиннее нитей. Нитевидный стилодий длиннее завязи и заканчивается длинными, вертикальными, беловатыми рыльцами.
Плод — каштаново-коричневая блестящая коробочка длиной 2,5–3 мм, примерно такой же длины, как околоцветник, трёхгранная яйцевидная с заострённым верхним концом. Каштаново-коричневые или черноватые семена длиной 1,1–1,2 мм с очень маленькими придатками.
Число хромосом 2n = 12.

## Распространение
Произрастает на большей части Европы, особенно в Центральной Европе и на юге Северной Европы, а также в Карпатах и на Балканах. В Северной Америке это неофит.
Переносит значительные колебания температуры и влажности в течение дня и года. Гемикриптофит, зимует с почками на поверхности почвы или непосредственно под ней. Семена распространяются мирмекохорией.

## Таксономия и систематика
Впервые вид Juncus luzuloides был научно описан в 1789 году Жаном Батистом Ламарком в «Энциклопедии медицины» (Encyclopedie Méthodique). Новое название вида Luzula luzuloides (Lam.) Dandy было опубликовано в 1938 году Джеймсом Эдгаром Дэнди и Альфредом Джеймсом Уилмоттом в Journal of Botany, British and Foreign, vol. 76, p. 352.
В зависимости от автора, выделяют до двух подвидов.